# Le Cendre
Le Cendre település Franciaországban, Puy-de-Dôme megyében. Lakosainak száma 5455 fő (2022. január 1.). Le Cendre Cournon-d’Auvergne, Les Martres-de-Veyre, Orcet és La Roche-Noire községekkel határos.

## Népesség
A település népességének változása:
| Lakosok száma | 4975 | 5233 | 5384 | 5426 | 5489 | 5510 | 5525 | 5494 | 5455 |
|               | 2013 | 2015 | 2016 | 2017 | 2018 | 2019 | 2020 | 2021 | 2022 |